# 加密貨幣混幣器
加密貨幣混幣器（或加密貨幣混幣服務）透過將可能被識別的加密貨幣資金與其他貨幣混合以掩飾資金的流向，令人難以追溯資金的源頭。加密貨幣混幣器旨於提高加密貨幣的匿名性，因為加密貨幣提供了任何人都可以查閱所有交易的公共賬本。比特幣的比特幣混幣器便是一個常見的混幣器。

## 背景
混幣器收取總混合貨幣的百分比作為交易費用，通常為1-3%。
混幣保障了交易者私隱，亦能將非法得來的資金混合以達到洗錢。在一些國家，大額的混幣可能是犯法的，例如違反英國的反結構法。
《Financial crimes》的作者Jeffrey Robinson曾提出混幣器可能被用於非法活動，特別是用於資助恐怖分子，故此應該將其定罪。可是，美國反恐委員會一份報告指出，混幣器這種操出於恐怖主義相關活動中是「相對有限的」。
混幣器的出現令黑暗網絡市場上的匿名操作更容易，執法更困難。

## 對等網絡混幣器
對等網絡混幣器只為比特幣用戶提供了對接的平台，而不會將用戶的比特幣混合。混幣由用戶自行安排。這種形式排除了中間人，解決了過程中貨幣可能被盜的問題。當網絡組成後，網絡參加者的比特幣開始進行交換。除了混幣伺服器，沒有參加者會知道網絡裡貨幣輸入和輸出的地址。